# Nathaniel Cartmell
Nathaniel John "Nate" Cartmell (Uniontown (Kentucky), 13 de janeiro de 1883 - Nova York, 23 de agosto de 1967) foi um atleta e campeão olímpico norte-americano, detentor de quatro medalhas em dois Jogos Olímpicos disputados..

## Carreira
Velocista, disputou os Jogos Olímpicos pela primeira vez em St. Louis 1904, quando conquistou duas medalhas de prata, nos 100 m e 200 m rasos. Em Londres 1908, colecionou mais um bronze nos 200 m para seu cartel de medalhas individuais . Mas foi no revezamento misto por equipes dos 1600 m junto com Melvin Sheppard, John Taylor e William Hamilton que ele se tornou campeão olímpico, com a vitória da equipe em 3m29s4, na  única vez em que essa prova - em que quatro corredores corriam 200 m, 400 m e 800 m, perfazendo a distância total - foi disputada em Jogos Olímpicos.
Um fato curioso aconteceu com Nate Cartmell em Londres. Ele se envolveu em alguma briga com um policial na rua e saiu correndo de volta ao hotel, sabendo que o homem não poderia alcançá-lo a pé. Mais tarde, a polícia foi até onde se hospedava a equipe olímpica americana e prendeu Charles Hollaway, muito parecido com Nate mas que nada tinha a ver com o caso. Ele soube do fato e foi até a delegacia para se entregar, mas Hollaway já havia sido libertado sob fiança e ele escapuliu de novo para o hotel.

## Vida posterior
Depois de abandonar as pistas, ele se tornou técnico de atletismo e basquete em diversas equipes universitárias. Também treinou as equipes de atletismo em pista e cross-country da Universidade da Pensilvânia, sua alma mater, de 1923 a 1933, encerrando a carreira como técnico da Academia Militar dos Estados Unidos em 1956.